# Christopher Dilo
Christopher Jean-Louis Dilo, né le 5 janvier 1994 à Argenteuil en France, est un footballeur international guadeloupéen évoluant comme gardien de but au SC Toulon.

## Carrière en club
Il grandit à Paris et a commencé sa carrière professionnelle à l'académie du Paris Saint-Germain, l'équipe qu'il a soutenue dans son enfance.

### Blackburn Rovers et prêt
Cependant, le club libére Dilo à l'âge de seize ans et il rejoint Blackburn Rovers malgré les intérêts d'autres clubs français. Il explique plus tard la raison pour laquelle il est allé en Angleterre; "Blackburn était en Premier League au moment où j'ai signé et même si certains clubs français s'intéressaient à moi quand j'ai quitté le PSG, je voulais essayer le Royaume-Uni."  Au cours de la saison 2012-2013, il est prêté au Hyde United, en cinquième division anglaise pour acquérir de l'expérience en équipe première. Il subit une première défaite trois buts à deux contre Ebbsfleet United le 10 novembre 2012. Après deux mois à Hyde United, il son prêt prend fin le 30 janvier 2013. Il est libéré par Blackburn à la fin de la saison 2012-2013.

### Saint Mirren FC
Dilo signe un contrat d'un an avec le club écossais de Premiership du St Mirren FC en juillet 2013. En rejoignant St Mirren, il a rapidement le mal du pays, qu'il règle grâce à Ludovic Roy . Il devient le gardien numéro un du club en septembre 2013 après l'abandon de David Cornell. Il réussi son premier clean sheat contre Hearts of Midlothian à Tynecastle lors d'une victoire deux buts à zéro. Il perd sa place après quelques apparitions, lorsque le club signe le gardien slovaque expérimenté Marián Kello. Après une blessure de Kello, Dilo a une autre opportunité et il conserve sa place pour les huit derniers matches de la saison en réussissant trois clean sheat. Dilo est libéré par St Mirren en juin 2014, après avoir échoué à répondre à l'offre du club d'un nouveau contrat.

### Retour en France
Après avoir quitté l'Écosse, il reste sans club pendant plusieurs mois. 
Le 27 septembre 2014, il signe un contrat d'un an avec le Stade Rennais mais n'évoluera qu'avec l'équipe réserve. La saison suivante, il signe au Dijon FCO et ne joue également qu'avec l'équipe réserve du club en cinquième division.
Le 6 juillet 2016, il quitte le Dijon FCO pour rejoindre le FC Sochaux-Montbéliard pour un contrat d'un an. Il y joue ses premiers matchs de Ligue 2.

### Paris FC
En janvier 2018, Dilo a rejoint l'équipe de Ligue 2 du Paris FC, acceptant apparemment une période de six mois avec l'option d'une année supplémentaire,.
Il est prêté lors de la saison 2019-2020 au SO Cholet en National.

### Départ à Djibouti
Lors de l'été 2022, il s'engage avec l'Arta Solar 7, un club de Djibouti.

## Carrière internationale
Dilo a fait ses débuts avec l'équipe nationale de football de Guadeloupe le 23 mars 2019 lors d'un match de qualification de la Ligue des Nations de la CONCACAF contre la Martinique.